# Liên hoan phim Cannes 2023
Liên hoan phim Cannes thường niên lần thứ 76 là liên hoan phim diễn ra từ ngày 16 đến ngày 27 tháng 5 năm 2023. Nhà làm phim người Thụy Điển Ruben Östlund là trưởng ban giám khảo. Với việc bộ phim Pháp Kỳ án trên đồi tuyết đoạt giải Cành cọ Vàng, giải thưởng cao nhất của liên hoan phim, đạo diễn Justine Triet đã trở thành người phụ nữ thứ ba giành được giải thưởng này, sau Jane Campion năm 1993 và Julia Ducournau năm 2021.
Áp phích chính thức của liên hoan phim có sự góp mặt của nữ diễn viên Catherine Deneuve, do Lionel Avignon và Stefan de Vivies của xưởng thiết kế Hartland Villa chế tác từ một bức hình do Jack Garofalo chụp nữ diễn viên trong lúc ghi hình phim La Chamade (1968). Áp phích được chọn để tri ân Deneuve dành cho những cống hiến cho điện ảnh của bà.
Tại liên hoan phim, hai giải Cành cọ Vàng danh dự đã được trao: Giải đầu tiên trong lễ khai mạc cho Michael Douglas; và giải thứ hai được trao gấp cho Harrison Ford trước buổi công chiếu toàn cầu của phim Indiana Jones and the Dial of Destiny.
Liên hoan khai mạc với bộ phim Jeanne du Barry do Maïwenn làm đạo diễn và bế mạc với bộ phim Elemental của Pixar do Peter Sohn làm đạo diễn.

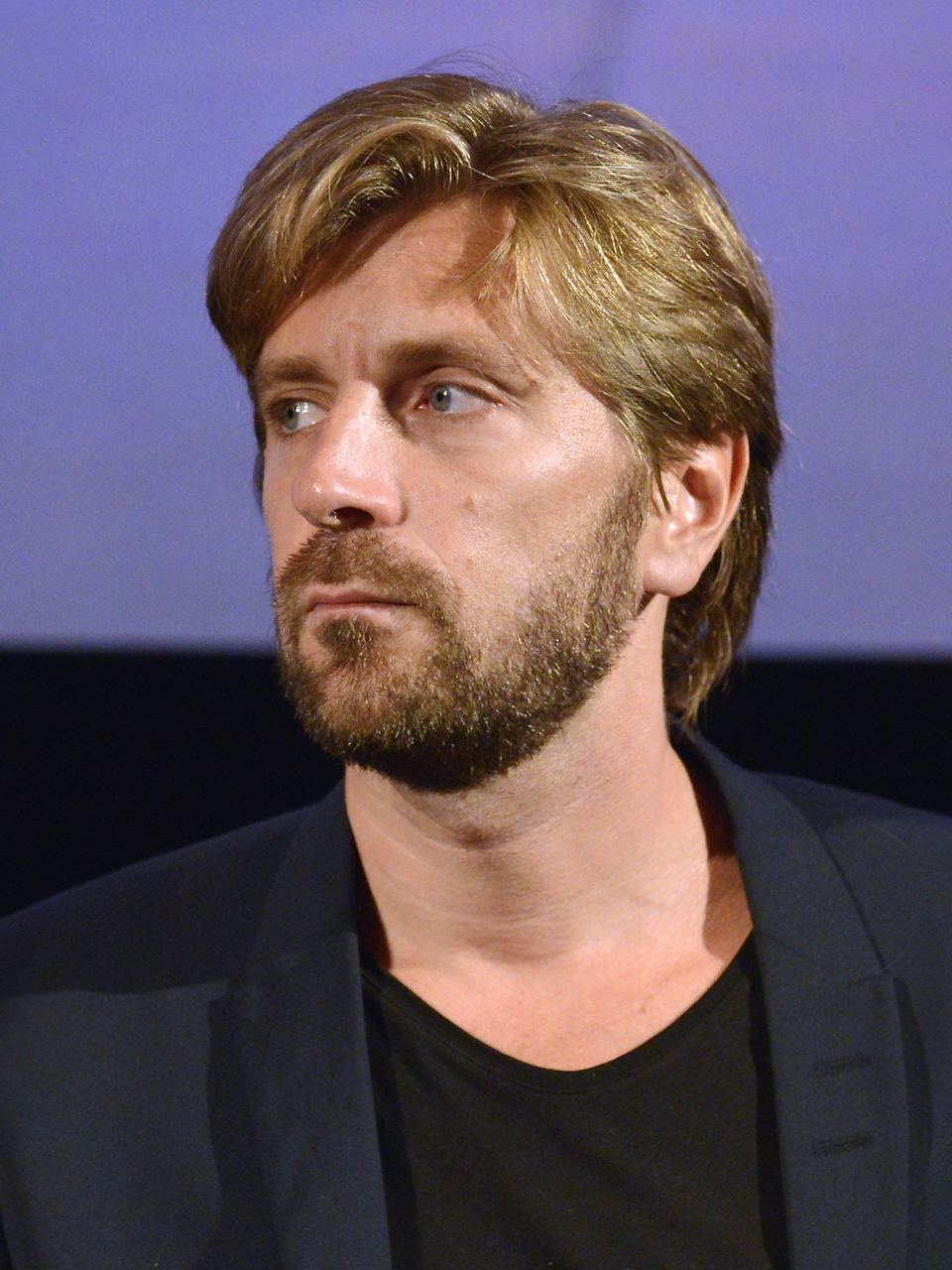
Ruben Östlund, Trưởng ban giám khảo hạng mục tranh giải chính

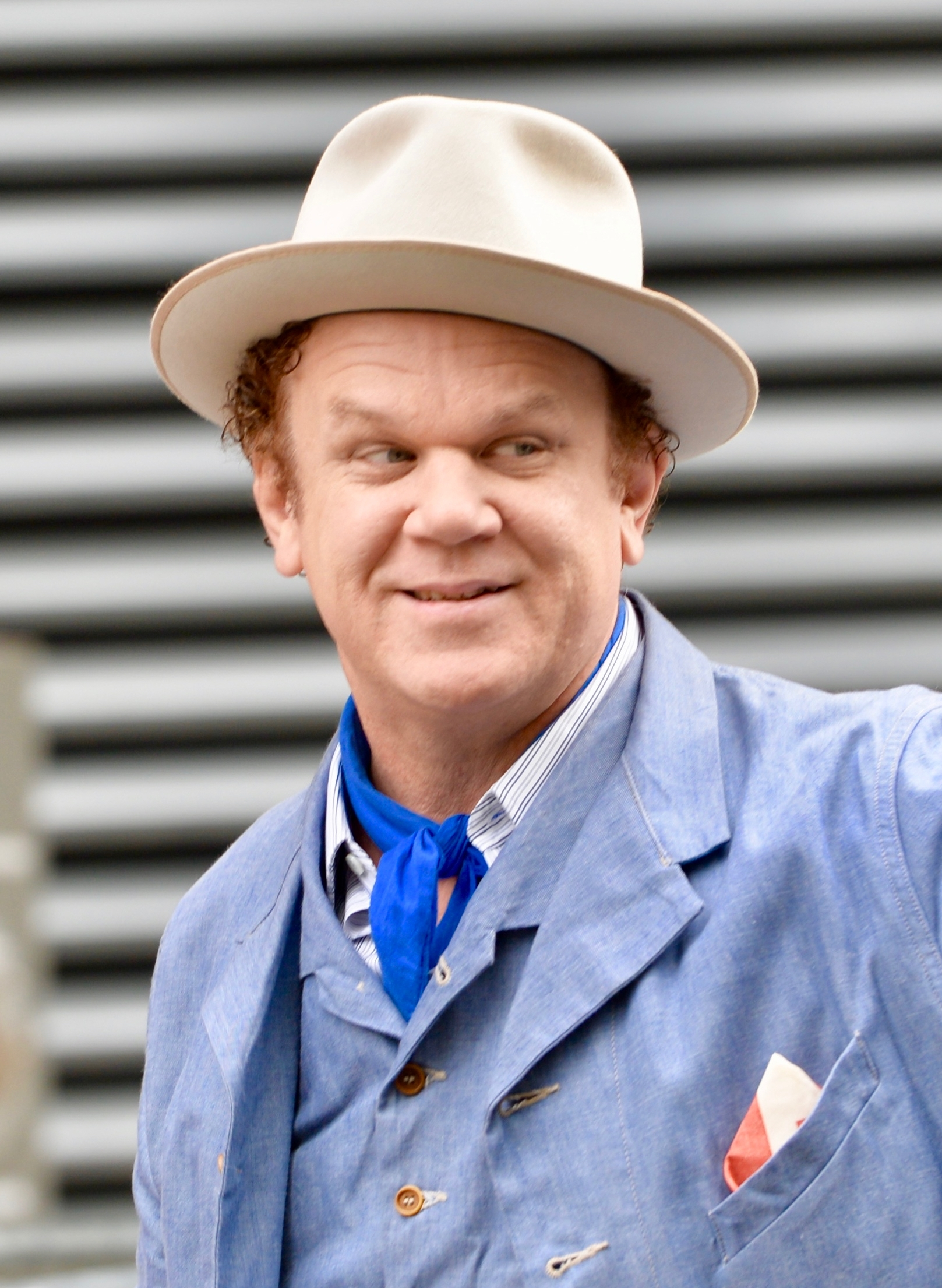
John C. Reilly, Trưởng ban giám khảo Un Certain Regard

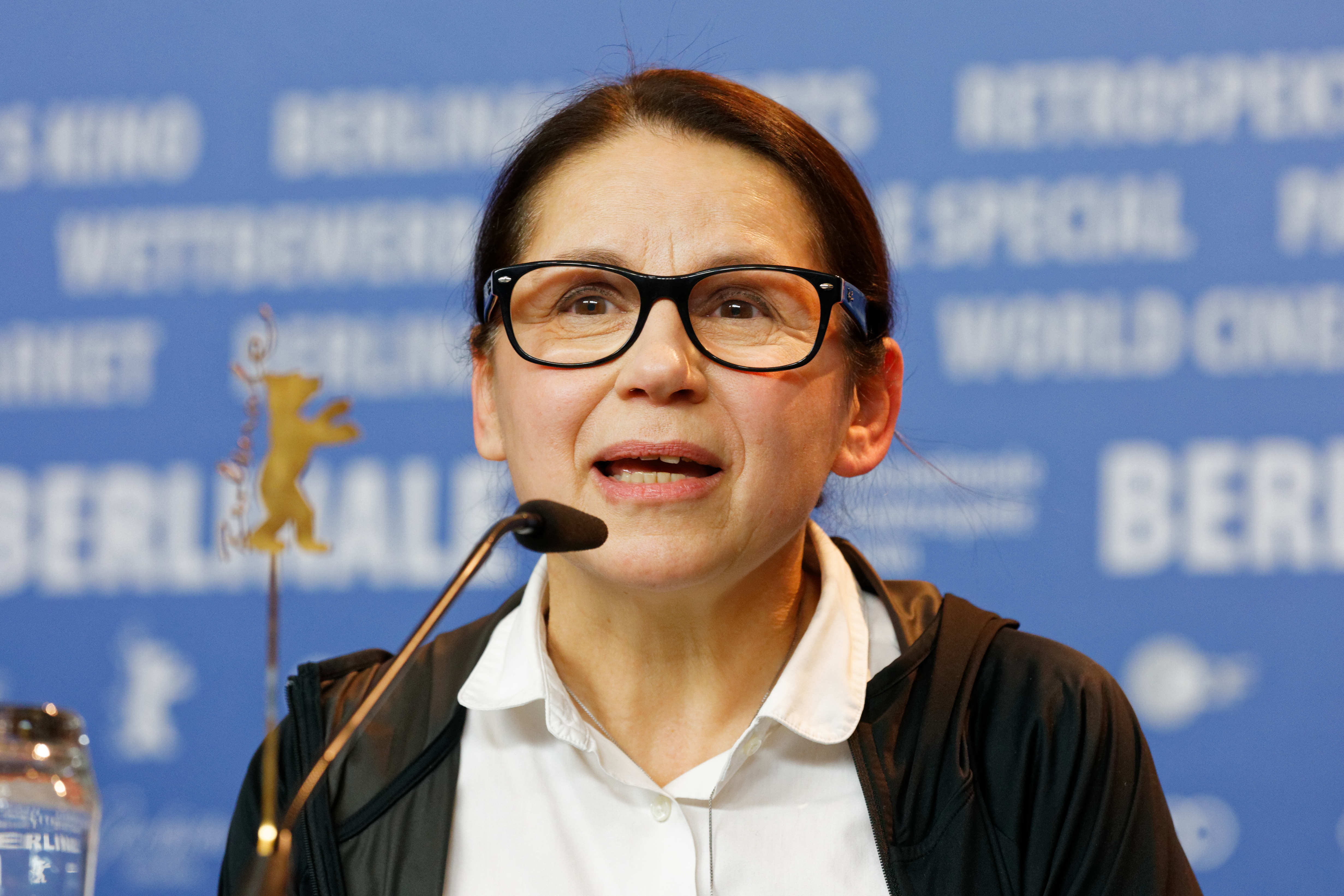
Ildikó Enyedi, Trưởng ban giám khảo hạng mục Cinéfoundation và phim ngắn

## Giám khảo

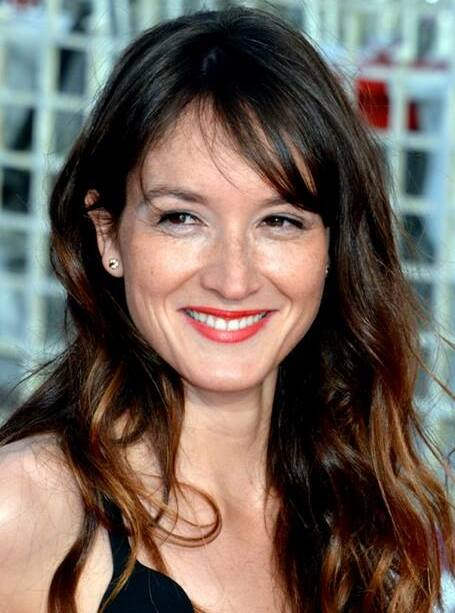
Anaïs Demoustier, Trưởng ban giám khảo giải Máy quay vàng

### Tranh giải chính
- Ruben Östlund, đạo diễn và biên kịch người Thụy Điển, Trưởng ban giám khảo [2]
- Paul Dano, nam diễn viên và đạo diễn người Mỹ
- Julia Ducournau, đạo diễn và biên kịch người Pháp
- Brie Larson, nữ diễn viên và đạo diễn người Mỹ
- Denis Ménochet, nam diễn viên người Pháp
- Rungano Nyoni, nhà biên kịch và đạo diễn người Zambia-Wales
- Atiq Rahimi, đạo diễn và biên kịch người Afghanistan
- Damián Szifrón, đạo diễn và biên kịch người Argentina
- Maryam Touzani, đạo diễn kiêm diễn viên người Maroc

### Un Certain Regard
- John C. Reilly, nam diễn viên, biên kịch và nhà sản xuất người Mỹ, Trưởng ban giám khảo
- Paula Beer, nữ diễn viên người Đức
- Davy Chou, đạo diễn kiêm biên kịch người Campuchia-Pháp
- Émilie Dequenne, nữ diễn viên người Bỉ
- Alice Winocour, đạo diễn và biên kịch người Pháp

### Máy quay vàng
- Anaïs Demoustier, nữ diễn viên người Pháp, Trưởng ban giám khảo
- Mickaël Buch, đạo diễn và biên kịch người Pháp
- Nathalie Durand, đạo diễn hình ảnh người Pháp
- Sophie Frilley, tổng giám đốc người Pháp của Titrafilm
- Nicolas Marcadé, nhà báo và nhà phê bình người Pháp
- Raphaël Personnaz, nam diễn viên người Pháp

### Cinéfondation và tranh giải phim ngắn
- Ildikó Enyedi, đạo diễn và biên kịch người Hungary, Trưởng ban giám khảo
- Ana Lily Amirpour, đạo diễn và biên kịch người Mỹ
- Shlomi Elkabetz, nam diễn viên, đạo diễn, biên kịch và nhà sản xuất người Israel
- Charlotte Le Bon, nữ diễn viên và đạo diễn người Canada
- Karidja Touré, nữ diễn viên người Pháp

### Tuần phê bình phim quốc tế
- Audrey Diwan, đạo diễn phim người Pháp, Trưởng ban giám khảo[11]
- Rui Poças, nhà quay phim người Bồ Đào Nha
- Franz Rogowski, nam diễn viên người Đức
- Meenakshi Shedde, nhà báo Ấn Độ và nhà thiết kế chương trình liên hoan phim Berlin
- Kim Yutani, giám đốc chương trình của Liên hoan phim Sundance

### Queer Palm
- John Cameron Mitchell, nam diễn viên, nhà làm phim, ca sĩ, tác giả ca khúc và nhà sản xuất người Mỹ, Trưởng ban giám khảo
- Louise Chevillotte, nữ diễn viên người Pháp
- Zeno Graton, đạo diễn người Bỉ
- Isabel Sandoval, đạo diễn kiêm nữ diễn viên người Philippines
- Cédric Succivalli, nhà báo, nhà phê bình phim và nhà thiết kế chương trình liên hoan phim người Pháp

### L'Œil d'or
- Kirsten Johnson, đạo diễn, biên kịch và nhà quay phim người Mỹ, Trưởng ban giám khảo
- Sophie Faucher, nữ diễn viên người Canada
- Ovidie, nữ diễn viên, đạo diễn và tác giả người Pháp
- Pedro Pimenta, nhà sản xuất người Mozambique
- Jean-Claude Raspiengeas, nhà báo và nhà phê bình người Pháp

## Danh sách tranh giải chính thức

### Tranh giải chính
Những bộ phim sau được chọn để tranh giải Cành cọ Vàng:
| Tựa tiếng Anh             | Tựa gốc                      | Đạo diễn               | Quốc gia sản xuất                      |
| ------------------------- | ---------------------------- | ---------------------- | -------------------------------------- |
| About Dry Grasses         | Kuru Otlar Üstüne            | Nuri Bilge Ceylan      | Thổ Nhĩ Kỳ                             |
| Kỳ án trên đồi tuyết (QP) | Anatomie d'une chute         | Justine Triet          | Pháp                                   |
| Asteroid City             | Asteroid City                | Wes Anderson           | Hoa Kỳ                                 |
| Banel & Adama (CdO)       | Banel et Adama               | Ramata-Toulaye Sy      | Pháp, Mali, Senegal                    |
| Black Flies               | Black Flies                  | Jean-Stéphane Sauvaire | Hoa Kỳ                                 |
| A Brighter Tomorrow       | Il sol dell'avvenire         | Nanni Moretti          | Pháp, Ý                                |
| La chimera                | La chimera                   | Alice Rohrwacher       | Pháp, Thụy Sĩ, Ý                       |
| Club Zero                 | Club Zero                    | Jessica Hausner        | Áo, Đan Mạch, Đức, Liên hiệp Anh, Pháp |
| Fallen Leaves             | Kuolleet lehdet              | Aki Kaurismäki         | Phần Lan                               |
| Firebrand                 | Firebrand                    | Karim Aïnouz           | Liên hiệp Anh                          |
| Four Daughters            | Les Filles d'Olfa            | Kaouther Ben Hania     | Tunisia                                |
| Homecoming (QP)           | Le Retour                    | Catherine Corsini      | Pháp                                   |
| Kidnapped                 | Rapito                       | Marco Bellocchio       | Ý                                      |
| Last Summer               | L'Été dernier                | Catherine Breillat     | Pháp                                   |
| May December              | May December                 | Todd Haynes            | Hoa Kỳ                                 |
| Monster (QP)              | Kaibutsu (怪物)              | Hirokazu Kore-eda      | Nhật Bản                               |
| The Old Oak               | The Old Oak                  | Ken Loach              | Bỉ, Liên hiệp Anh, Pháp                |
| Perfect Days              | Perfect Days                 | Wim Wenders            | Đức, Nhật Bản                          |
| The Pot-au-Feu            | La Passion de Dodin Bouffant | Trần Anh Hùng          | Pháp                                   |
| Youth (Spring)            | Qīngchūn (青春)              | Vương Binh             | Trung Quốc                             |
| The Zone of Interest      | The Zone of Interest         | Jonathan Glazer        | Ba Lan, Liên hiệp Anh                  |

(CdO) chỉ bộ phim đủ điều kiện tranh giải Máy quay vàng dưới dạng tác phẩm đầu tay của đạo diễn.
(QP) chỉ phim tranh giải Queer Palm.

### Un Certain Regard
Dưới đây là những bộ phim được lựa chọn tranh giải hạng mục Un Certain Regard:
| Tựa tiếng Anh                      | Tựa gốc                         | Đạo diễn                           | Quốc gia sản xuất                                |
| ---------------------------------- | ------------------------------- | ---------------------------------- | ------------------------------------------------ |
| All to Play For (CdO)              | Rien à perdre                   | Delphine Deloget                   | Pháp                                             |
| The Breaking Ice                   | Rán dōng (燃冬)                 | Trần Triết Nghệ                    | Singapore, Trung Quốc                            |
| The Buriti Flower                  | Crowrã                          | Joao Salaviza, Renée Nader Messora | Brazil                                           |
| The Delinquents                    | Los Delincuentes                | Rodrigo Moreno                     | Argentina                                        |
| Goodbye Julia (CdO)                | Goodbye Julia (CdO)             | Mohamed Kordofani                  | Ai Cập, Ả Rập Saudi, Đức, Pháp, Sudan, Thụy Điển |
| Hopeless (CdO)                     | Hwaran (화란)                   | Kim Chang-hoon                     | Hàn Quốc                                         |
| Hounds (CdO)                       | Les Meutes                      | Kamal Lazraq                       | Maroc                                            |
| How to Have Sex (CdO) (QP)         | How to Have Sex (CdO) (QP)      | Molly Manning Walker               | Liên hiệp Anh                                    |
| If Only I Could Hibernate (CdO)    | If Only I Could Hibernate (CdO) | Zoljargal Purevdash                | Mông Cổ                                          |
| The Mother of All Lies             | Kadib Abyad                     | Asmae El Moudir                    | Maroc                                            |
| The Nature of Love (QP)            | Simple comme Sylvain            | Monia Chokri                       | Canada                                           |
| The New Boy                        | The New Boy                     | Warwick Thornton                   | Úc                                               |
| Omen (CdO)                         | Augure                          | Baloji Tshiani                     | Bỉ, Cộng hòa Dân chủ Congo                       |
| Only the River Flows               | Hé biān de cuò wù (河边的错误)  | Wei Shujun                         | Trung Quốc                                       |
| The Animal Kingdom (phim khai mạc) | Le Règne animal                 | Thomas Cailley                     | Pháp                                             |
| Rosalie (QP)                       | Rosalie (QP)                    | Stéphanie Di Giusto                | Pháp                                             |
| Salem                              | Salem                           | Jean-Bernard Marlin                | Pháp                                             |
| The Settlers (CdO)                 | Los Colonos                     | Felipe Gálvez                      | Argentina, Chile                                 |
| Terrestrial Verses                 | آیه‌های زمینی                    | Ali Asgari, Alireza Khatami        | Iran                                             |
| Không tranh giải                   |                                 |                                    |                                                  |
| Strangers by Night (phim bế mạc)   | Une Nuit                        | Alex Lutz                          | Pháp                                             |

(CdO) chỉ bộ phim đủ điều kiện tranh giải Máy quay vàng với tư cách là tác phẩm đạo diễn đầu tay.
(QP) chỉ bộ phim tranh giải Queer Palm.

### Không tranh giải
Dưới đây là những bộ phim được lựa chọn chiếu song không tranh giải:
| Tựa tiếng Anh                         | Tựa gốc                               | Đạo diễn         | Quốc gia sản uất |
| ------------------------------------- | ------------------------------------- | ---------------- | ---------------- |
| Abbé Pierre – A Century of Devotion   | L'Abbé Pierre – Une Vie de Combats    | Frédéric Tellier | Pháp             |
| Cobweb                                | Geomijib (거미집)                     | Kim Jee-woon     | Hàn Quốc         |
| Elemental (phim bế mạc)               | Elemental (phim bế mạc)               | Peter Sohn       | Hoa Kỳ           |
| Indiana Jones and the Dial of Destiny | Indiana Jones and the Dial of Destiny | James Mangold    | Hoa Kỳ           |
| Jeanne du Barry (phim bế mạc)         | Jeanne du Barry (phim bế mạc)         | Maïwenn          | Pháp             |
| Vầng trăng máu                        | Vầng trăng máu                        | Martin Scorsese  | Hoa Kỳ           |
| Loạt phim                             |                                       |                  |                  |
| The Idol (QP)                         | The Idol (QP)                         | Sam Levinson     | Hoa Kỳ           |
| Trình chiếu nửa đêm                   |                                       |                  |                  |
| Acide                                 | Acide                                 | Just Philippot   | Pháp             |
| Hypnotic                              | Hypnotic                              | Robert Rodriguez | Hoa Kỳ           |
| Kennedy                               | Kennedy                               | Anurag Kashyap   | Ấn Độ            |
| The King of Algiers                   | Omar La Fraise                        | Elias Belkeddar  | Pháp             |
| Project Silence                       | 탈출: PROJECT SILENCE                 | Kim Tae-gon      | Hàn Quốc         |

(QP) chỉ bộ phim tranh giải Queer Palm.

### Cannes Premiere
Những bộ phim sau đây được lựa chọn trình chiếu ở hạng mục Cannes Premiere:
| Tựa tiếng Anh              | Tựa gốc                   | Đạo diễn          | Quốc gia sản xuất      |
| -------------------------- | ------------------------- | ----------------- | ---------------------- |
| Along Came Love (QP)       | Le Temps d'aimer          | Katell Quillévéré | Pháp                   |
| Bonnard, Pierre and Marthe | Bonnard, Pierre et Marthe | Martin Provost    | Pháp                   |
| Close Your Eyes            | Cerrar los ojos           | Víctor Erice      | Argentina, Tây Ban Nha |
| Eureka                     | Eureka                    | Lisandro Alonso   | Argentina              |
| Just the Two of Us         | L'Amour et Les Forêts     | Valérie Donzelli  | Pháp                   |
| Kubi (QP)                  | 首                        | Kitano Takeshi    | Nhật Bản               |
| Lost in the Night          | Perdidos en la Noche      | Amat Escalante    | Mexico                 |

(QP) chỉ phim tranh giải Queer Palm.

### Trình chiếu đặc biệt
Những bộ phim sau đây được lựa chọn để trình chiếu ở hạng mục Trình chiếu đặc biệt:
| Tựa tiếng Anh            | Tựa gốc                        | Đạo diễn              | Quốc gia sản xuất     |
| ------------------------ | ------------------------------ | --------------------- | --------------------- |
| Anselm                   | Anselm (Das Rauschen Der Zeit) | Wim Wenders           | Đức                   |
| Bread and Roses          | Bread and Roses                | Sahra Mani            | Afghanistan           |
| The Daughters of Fire    | As Filhas do Fogo              | Pedro Costa           | Bồ Đào Nha            |
| Little Girl Blue         | Little Girl Blue               | Mona Achache          | Bỉ, Pháp              |
| Man in Black             | Man in Black                   | Vương Binh            | Trung Quốc            |
| Marguerite's Theorem     | Le Théorème de Marguerite      | Anna Novion           | Pháp                  |
| Occupied City            | Occupied City                  | Steve McQueen         | Hoa Kỳ, Liên hiệp Anh |
| Pictures of Ghosts       | Retratos Fantasmas             | Kleber Mendonça Filho | Brazil                |
| Robot Dreams             | Robot Dreams                   | Pablo Berger          | Pháp, Tây Ban Nha     |
| Strange Way of Life (QP) | Extraña forma de vida          | Pedro Almodóvar       | Tây Ban Nha           |

(QP) chỉ phim tranh giải Queer Palm.

### Tranh giải phim ngắn
Trong số 4.288 tác phẩm dự thi, những bộ phim sau đây được lựa chọn tranh giải Cành cọ Vàng phim ngắn:
| Tựa tiếng Anh                          | Tựa gốc                                | Đạo diễn                            | Quốc gia sản xuất              |
| -------------------------------------- | -------------------------------------- | ----------------------------------- | ------------------------------ |
| La Perra                               | La Perra                               | Carla Melo Gampert                  | Colombia, Pháp                 |
| As It Was                              | As It Was                              | Anastasia Solonevych, Damian Kocur  | Ba Lan, Ukraina                |
| Tits                                   | Tits                                   | Eivind Landsvik                     | Na Uy                          |
| 27 (QP)                                | 27 (QP)                                | Flóra Anna Buda                     | Hungary, Pháp                  |
| Le Sexe de Ma Mère                     | Le Sexe de Ma Mère                     | Francis Canitrot                    | Pháp                           |
| Aunque es de Noche                     | Aunque es de Noche                     | Guillermo García López              | Pháp, Tây Ban Nha              |
| Basri & Salma in a Never-ending Comedy | Basri & Salma in a Never-ending Comedy | Khozy Rizal                         | Indonesia                      |
| Poof                                   | Poof                                   | Margaret Miller                     | Hoa Kỳ                         |
| Nada de Todo Esto                      | Nada de Todo Esto                      | Patricio Martínez, Francisco Canton | Argentina, Hoa Kỳ, Tây Ban Nha |
| Wild Summon                            | Wild Summon                            | Karni Arieli, Saul Freed            | Liên hiệp Anh                  |
| Fár                                    | Fár                                    | Gunnur Martinsdóttir Schlüter       | Iceland                        |

(QP) chỉ phim tranh giải Queer Palm.

### Cinéfondation
Hạng mục Cinéfondation chú trọng vào các bộ phim do các sinh viên tại các trường điện ảnh thực hiện. Festival de Cannes phân bổ khoản tài trợ 15.000 euro cho Giải Nhất, 11.250 euro cho Giải Nhì và 7.500 euro cho Giải Ba. 16 phim dự thi sau đây (14 phim người đóng và 2 phim hoạt hình) đã được chọn trong số 2.000 tác phẩm dự thi:
| Tựa tiếng Anh         | Tựa gốc               | Đạo diễn                        | Trường                                          |
| --------------------- | --------------------- | ------------------------------- | ----------------------------------------------- |
| Inside the Skin (QP)  | Daroone Poust         | Shafagh Abosaba, Maryam Mahdiye | Trường điện ảnh Karnameh, Iran                  |
| Killing Boris Johnson | Killing Boris Johnson | Musa Alderson-Clarke            | NFTS, Liên hiệp Anh                             |
| Nehemich              | Nehemich              | Yudhajit Basu                   | FTII, Ấn Độ                                     |
| Imogene               | Imogene               | Katie Blair                     | Đại học Columbia, Hoa Kỳ                        |
| Al Toraa'             | Al Toraa'             | Jad Chahine                     | Viện điện ảnh cao học, Ai Cập                   |
| A Bright Sunny Day    | A Bright Sunny Day    | Yupeng He                       | Đại học Columbia, Hoa Kỳ                        |
| Hole                  | 구멍                  | Hwang Hyein                     | Học viện nghệ thuật điện ảnh Hàn Quốc, Hàn Quốc |
| La Voix des Autres    | La Voix des Autres    | Fatima Kaci                     | La Fémis, Pháp                                  |
| Electra               | Electra               | Daria Kashcheeva                | FAMU, Cộng hòa Séc                              |
| Trenc d'Alba          | Trenc d'Alba          | Anna Llargués                   | ESCAC, Spain                                    |
| Norwegian Offspring   | Norwegian Offspring   | Marlene Emilie Lyngstad         | Den Danske Filmskole, Đan Mạch                  |
| Osmý Den              | Osmý Den              | Petr Pylypčuk                   | FAMU, Cộng hòa Séc                              |
| The Lee Families      | 이씨 가문의 형제들    | Seo Jeong-mi                    | Đại học nghệ thuật quốc gia Hàn Quốc, Hàn Quốc  |
| Solos                 | Solos                 | Pedro Vargas                    | FAAP, Brazil                                    |
| Moon                  | Ayyur                 | Zineb Wakrim                    | ÉSAV Marrakech, Maroc                           |
| Uhrmenschen           | Uhrmenschen           | Yu Hao                          | Filmuniversität Babelsberg, Đức                 |

(QP) chỉ phim tranh giải Queer Palm.

### Cannes Classics
Những bộ phim sau đây được lựa chọn chiếu tại hạng mục Cannes Classics:

#### Phục chế
| Tựa tiếng Anh                         | Tựa gốc                            | Đạo diễn                           | Quốc gia sản xuất |
| ------------------------------------- | ---------------------------------- | ---------------------------------- | ----------------- |
| L'Amour fou (1969)                    | L'Amour fou (1969)                 | Jacques Rivette                    | Pháp              |
| Caligula – The Ultimate Cut (1979)    | Caligula – The Ultimate Cut (1979) | Tinto Brass                        | Hoa Kỳ, Ý         |
| Ces Messieurs de la santé (1934)      | Ces Messieurs de la santé (1934)   | Pierre Colombier                   | Pháp              |
| The Chosen One (1990)                 | Ishanou                            | Aribam Syam Sharma                 | Ấn Độ             |
| Contempt (1963)                       | Le Mépris                          | Jean-Luc Godard                    | Pháp              |
| Danger Ahead (1960)                   | Classe tous risques                | Claude Sautet                      | Pháp, Ý           |
| Hello, That's Me! (1966)              | Barev, es em                       | Frunze Dovlatyan                   | Armenia           |
| IT (1966)                             | ES                                 | Ulrich Schamoni                    | Đức               |
| The Lady from Constantinople (1969)   | Sziget a szárazföldön              | Judit Elek                         | Hungary           |
| Love, Women and Flowers (1984)        | Amor, mujeres y flores             | Marta Rodríguez                    | Colombia          |
| Man on Pink Corner (1962)             | Hombre de la esquina rosada        | René Mugica                        | Argentina         |
| Mississippi Blues (1983)              | Mississippi Blues (1983)           | Bertrand Tavernier, Robert Parrish | Pháp              |
| The Munekata Sisters (1950)           | Munekata kyōdai                    | Ozu Yasujirō                       | Nhật Bản          |
| Phony Wars (2023)                     | Drôles de Guerres                  | Jean-Luc Godard                    | Pháp, Thụy Sĩ     |
| The Railroad Man (1956)               | Il ferroviere                      | Pietro Germi                       | Ý                 |
| Record of a Tenement Gentleman (1947) | Nagaya shinshiroku                 | Ozu Yasujirō                       | Nhật Bản          |
| Le Rendez-vous des quais (1955)       | Le Rendez-vous des quais (1955)    | Paul Carpita                       | Pháp              |
| Return to Reason (1923)               | Le Retour à la Raison              | Man Ray                            | Pháp              |
| Skeleton of Mrs. Morales (1960)       | El Esqueleto de la señora Morales  | Rogelio A. González                | Mexico            |
| Spellbound (1945)                     | Spellbound (1945)                  | Alfred Hitchcock                   | Hoa Kỳ            |
| The Village (1953)                    | The Village (1953)                 | Leopold Lindtberg                  | Thụy Sĩ           |

#### Phim tài liệu
| Tựa tiếng Anh                                | Tựa gốc                                         | Đạo diễn                        | Quốc gia sản xuất |
| -------------------------------------------- | ----------------------------------------------- | ------------------------------- | ----------------- |
| Godard by Godard                             | Godard par Godard                               | Florence Platarets              | Pháp              |
| Room 999                                     | Chambre 999                                     | Lubna Playoust                  | Pháp              |
| The Family                                   | La Saga Rassam-Berri, le cinéma dans les veines | Michel Denisot, Florent Maillet | Pháp              |
| Liv Ullmann – A Road Less Travelled          | Liv Ullmann – A Road Less Travelled             | Dheeraj Akolkar                 | Na Uy             |
| 100 Years of Warner Bros.                    | 100 Years of Warner Bros.                       | Leslie Iwerks                   | Hoa Kỳ            |
| Nelson Pereira dos Santos – A Life of Cinema | Nelson Pereira dos Santos – Vida de Cinema      | Aida Marques, Ivelise Ferreira  | Brazil            |
| Viva Varda!                                  | Viva Varda!                                     | Pierre-Henri Gibert             | Pháp              |
| Anita                                        | Anita                                           | Svetlana Zill, Alexis Bloom     | Hoa Kỳ            |
| Michael Douglas, The Prodigal Son            | Michael Douglas, le fils prodige                | Amine Mestari                   | Pháp              |

### Cinéma de la Plage
Những bộ phim sau đây được lựa chọn trình chiếu không tranh giải, ở hạng mục "Cinéma de la plage":
| Tựa tiếng Anh                | Tựa gốc                     | Đạo diễn                       | Quốc gia sản xuất |
| ---------------------------- | --------------------------- | ------------------------------ | ----------------- |
| Underground (1995)           | Underground (1995)          | Emir Kusturica                 | Nam Tư            |
| Thelma & Louise (1991)       | Thelma & Louise (1991)      | Ridley Scott                   | Hoa Kỳ            |
| One Deadly Summer (1983)     | L'Été meurtrier             | Jean Becker                    | Pháp              |
| C'est la vie! (2017)         | Le Sens de la fête          | Éric Tolédano, Olivier Nakache | Pháp              |
| Flo (2023)                   | Flo (2023)                  | Géraldine Danon                | Pháp              |
| The Way of the Dragon (1972) | Meng long guo jiang         | Lý Tiểu Long                   | Hồng Kông         |
| Carmen (1983)                | Carmen (1983)               | Carlos Saura                   | Tây Ban Nha       |
| Mars Express (2023)          | Mars Express (2023)         | Jérémie Périn                  | Pháp              |
| Badlands (1973)              | Badlands (1973)             | Terrence Malick                | Hoa Kỳ            |
| L'été en pente douce (1987)  | L'été en pente douce (1987) | Gérard Krawczyk                | Pháp              |
| Sarafina! (1992)             | Sarafina! (1992)            | Darrell Roodt                  | Hoa Kỳ, Nam Phi   |
| Alberto Express (1990)       | Alberto Express (1990)      | Arthur Joffé                   | Pháp              |

## Hạng mục song song

### Tuần phê bình phim quốc tế

#### Tranh giải
Những bộ phim sau đây được lựa chọn trình chiếu ở hạng mục tranh giải chính của Tuần phê bình phim quốc tế.:
| Tựa tiếng Anh                 | Tựa gốc                       | Đạo diễn          | Quốc gia sản xuất                                                  |
| ----------------------------- | ----------------------------- | ----------------- | ------------------------------------------------------------------ |
| Il Pleut Dans La Maison (CdO) | Il Pleut Dans La Maison (CdO) | Paloma Sermon-Daï | Bỉ, Pháp                                                           |
| Inshallah A Boy (CdO)         | Inshallah A Boy (CdO)         | Amjad Al Rasheed  | Ả Rập Saudi, Jordan, Pháp, Qatar                                   |
| Lost Country                  | Lost Country                  | Vladimir Perišić  | Croatia, Luxembourg, Pháp, Serbia                                  |
| Power Alley (CdO) (QP)        | Levante                       | Lillah Halla      | Brazil, Pháp, Uruguay                                              |
| The Rapture (CdO)             | Le Ravissement                | Iris Kaltenbäck   | Pháp                                                               |
| Sleep (CdO)                   | Jam (잠)                      | Jason Yu          | Hàn Quốc                                                           |
| Tiger Stripes (CdO)           | Tiger Stripes (CdO)           | Amanda Nell Eu    | Đài Loan, Đức, Hà Lan, Indonesia, Malaysia, Pháp, Singapore, Qatar |

(CdO) chỉ phim đủ điều kiện tranh giải Máy quay vàng với tư cách tác phẩm đạo diễn đầu tay.
(QP) chỉ phim tranh giải Queer Palm.

#### Tranh giải phim ngắn
Những bộ phim sau đây được lựa chọn để trình chiếu tranh giải phim ngắn của Tuần phê bình phim quốc tế:
| Tựa tiếng Anh                   | Tựa gốc                         | Đạo diễn                  | Quốc gia sản xuất    |
| ------------------------------- | ------------------------------- | ------------------------- | -------------------- |
| Arkhé                           | Arkhé                           | Armando Navarro           | Mexico               |
| Boléro (QP)                     | Boléro (QP)                     | Nans Laborde-Jourdàa      | Pháp                 |
| Contadores                      | Contadores                      | Irati Gorostidi Agirretxe | Tây Ban Nha          |
| Shimmering Bodies               | Corpos Cintilantes              | Inês Teixeira             | Bồ Đào Nha           |
| I Promise You Paradise          | I Promise You Paradise          | Morad Mostafa             | Ai Cập, Pháp, Qatar  |
| Crocodile                       | Krokodyl                        | Dawid Bodzak              | Ba Lan               |
| The Purple Season               | La Saison Pourpre               | Clémence Bouchereau       | Pháp                 |
| The Real Truth about the Fight  | Prava istina priče o šori       | Andrea Slaviček           | Croatia, Tây Ban Nha |
| Via Dolorosa                    | Via Dolorosa                    | Rachel Gutgarts           | Pháp                 |
| Walking With Her into the Night | Walking With Her into the Night | Hui Shu                   | Trung Quốc           |

(QP) chỉ phim tranh giải Queer Palm.

#### Trình chiếu đặc biệt
Những bộ phim sau đây được lựa chọn trình chiếu tại Tuần phê bình phim quốc tế:
| Tựa tiếng Anh              | Tựa gốc                      | Đạo diễn                      | Quốc gia sản xuất |
| -------------------------- | ---------------------------- | ----------------------------- | ----------------- |
| Àma Gloria (phim khai mạc) | Àma Gloria (phim khai mạc)   | Marie Amachoukeli             | Pháp              |
| The (Exp)erience of Love   | Le Syndrome des amour passés | Ann Sirot và Raphaël Balboni  | Bỉ, Pháp          |
| Midnight Skin              | Midnight Skin                | Manolis Mavris                | Hy Lạp, Pháp      |
| No Love Lost (phim bế mạc) | La Fille de son père         | Erwan Le Duc                  | Pháp              |
| Pleure pas Gabriel         | Pleure pas Gabriel           | Mathilde Chavanne             | Pháp              |
| Stranger (QP)              | Stranger (QP)                | Jehnny Beth & Iris Chassaigne | Pháp              |
| Vincent Must Die (CdO)     | Vincent doit mourir          | Stéphan Castang               | Pháp              |

(CdO) chỉ phim đủ điều kiện tranh giải Máy quay vàng với tư cách là tác phẩm đạo diễn đầu tay.
(QP) chỉ phim tranh giải Queer Palm.

### Directors' Fortnight

#### Phim điện ảnh
Những bộ phim sau đây được lựa chọn trình chiếu ở hạng mục chính của Directors' Fortnight:
| Tựa tiếng Anh                                                  | Tựa gốc                                                        | Đạo diễn                        | Quốc gia sản xuất         |
| -------------------------------------------------------------- | -------------------------------------------------------------- | ------------------------------- | ------------------------- |
| Agra                                                           | Agra                                                           | Kanu Behl                       | Ấn Độ                     |
| Blackbird Blackbird Blackberry                                 | Blackbird Blackbird Blackberry                                 | Elene Naveriani                 | Đức, Georgia, Thụy Sĩ     |
| The Book of Solutions                                          | Le Livre des solutions                                         | Michel Gondry                   | Pháp                      |
| Conann (QP)                                                    | Conann (QP)                                                    | Bertrand Mandico                | Bỉ, Luxembourg, Pháp      |
| Creatura                                                       | Creatura                                                       | Elena Martín Gimeno             | Tây Ban Nha               |
| Déserts                                                        | Déserts                                                        | Faouzi Bensaïdi                 | Bỉ, Đức, Maroc, Pháp      |
| The Feeling That the Time for Doing Something Has Passed (CdO) | The Feeling That the Time for Doing Something Has Passed (CdO) | Joanna Arnow                    | Hoa Kỳ                    |
| The Goldman Case                                               | Le procès Goldman                                              | Cédric Kahn                     | Pháp                      |
| Grace (CdO)                                                    | Blazh                                                          | Ilya Povolotsky                 | Nga                       |
| In Flames                                                      | In Flames                                                      | Zarrar Kahn                     | Canada, Pakistan          |
| In Our Day                                                     | Woo-ri-ui-ha-ru (우리의 하루)                                  | Hong Sang-soo                   | Hàn Quốc                  |
| Inside the Yellow Cocoon Shell (CdO)                           | Bên trong vỏ kén vàng                                          | Phạm Thiên Ân                   | Pháp, Singapore, Việt Nam |
| Légua                                                          | Légua                                                          | Filipa Reis, João Miller Guerra | Bồ Đào Nha, Pháp, Ý       |
| Mambar Pierrette                                               | Mambar Pierrette                                               | Rosine Mbakam                   | Cameroon                  |
| The Other Laurens                                              | L'autre Laurens                                                | Claude Schmitz                  | Pháp                      |
| A Prince (QP)                                                  | Un prince                                                      | Pierre Creton                   | Pháp                      |
| Riddle of Fire (CdO)                                           | Riddle of Fire (CdO)                                           | Weston Razooli                  | Hoa Kỳ                    |
| A Song Sung Blue (CdO) (QP)                                    | Xiǎo bái chuán (小白船)                                        | Geng Zihan                      | Trung Quốc                |
| The Sweet East (CdO)                                           | The Sweet East (CdO)                                           | Sean Price Williams             | Hoa Kỳ                    |

(CdO) chỉ phim đủ điều kiện tranh giải Máy quay vàng với tư cách là tác phẩm đạo diễn đầu tay.
(QP) chỉ phim tranh giải Queer Palm.

#### Phim ngắn
Những bộ phim ngắn sau đây được lựa chọn trình chiếu tại hạng mục Directors' Fortnight:
| Tựa tiếng Anh                                | Tựa gốc                               | Đạo diễn           | Quốc gia sản xuất         |
| -------------------------------------------- | ------------------------------------- | ------------------ | ------------------------- |
| A Storm Inside                               | Dans la tête un orage                 | Clément Pérot      | Pháp                      |
| I Saw the Face of the Devil (QP)             | J'ai vu le visage du diable           | Julia Kowalski     | Pháp                      |
| Lemon Tree                                   | Lemon Tree                            | Rachel Walden      | Hoa Kỳ                    |
| Margarethe 89                                | Margarethe 89                         | Lucas Malbrun      | Pháp                      |
| Mast-del (QP)                                | Mast-del (QP)                         | Maryam Tafakory    | Iran                      |
| Oyu                                          | Oyu                                   | Hirai Atsushi      | Nhật Bản, Pháp            |
| Talking to the River                         | Talking to the River                  | Yue Pan            | Liên hiệp Anh, Trung Quốc |
| The Birthday Party                           | L'anniversaire D'Enrico               | Francesco Sossai   | Đức, Pháp, Ý              |
| The House is on Fire, Might as Well Get Warm | La Maison Brûle, Autant se Réchauffer | Mouloud Aït Liotna | Pháp                      |
| The Red Sea Makes me Wanna Cry               | The Red Sea Makes me Wanna Cry        | Faris Alrjoob      | Đức                       |

(QP) chỉ phim tranh giải Queer Palm.

#### Trình chiếu đặc biệt
Những bộ phim sau đây được lựa chọn trình chiếu đặc biệt tại hạng mục Directors' Fortnight:
| Tựa tiếng Anh           | Tựa gốc     | Đạo diễn           | Quốc gia sản xuất         |
| ----------------------- | ----------- | ------------------ | ------------------------- |
| Abraham's Valley (1993) | Vale Abraão | Manoel de Oliveira | Bồ Đào Nha, Pháp, Thụy Sĩ |

### ACID
Những bộ phim sau đây được trình chiếu tại hạng mục ACID (viết tắt của Hiệp hội phân phối điện ảnh độc lập):

#### Phim điện ảnh
| Tựa tiếng Anh         | Tựa gốc               | Đạo diễn                           | Quốc gia sản xuất                       |
| --------------------- | --------------------- | ---------------------------------- | --------------------------------------- |
| Caiti Blues           | Caiti Blues           | Justine Harbonnier                 | Canada, Pháp                            |
| Chicken for Linda!    | Linda veut du poulet! | Chiara Malta, Sébastien Laudenbach | Pháp, Ý                                 |
| Dreaming in Between   | Dreaming in Between   | Ninomiya Ryûtarô                   | Nhật Bản                                |
| In the Rearview       | Skąd dokąd            | Maciek Hamela                      | Ba Lan, Pháp                            |
| Laissez-moi           | Laissez-moi           | Maxime Rappaz                      | Bỉ, Pháp, Thụy Sĩ                       |
| Machtat               | Machtat               | Sonia Ben Slama                    | Liban, Pháp, Tunisia, Qatar             |
| Nome                  | Nome                  | Sana Na N'hada                     | Angola, Bồ Đào Nha, Guinea-Bissau, Pháp |
| On the Edge           | On the Edge           | Nicolas Peduzzi                    | Pháp                                    |
| The Sea and its Waves | La Mer et ses vagues  | Liana & Renaud                     | Liban, Pháp                             |

## Giải chính thức

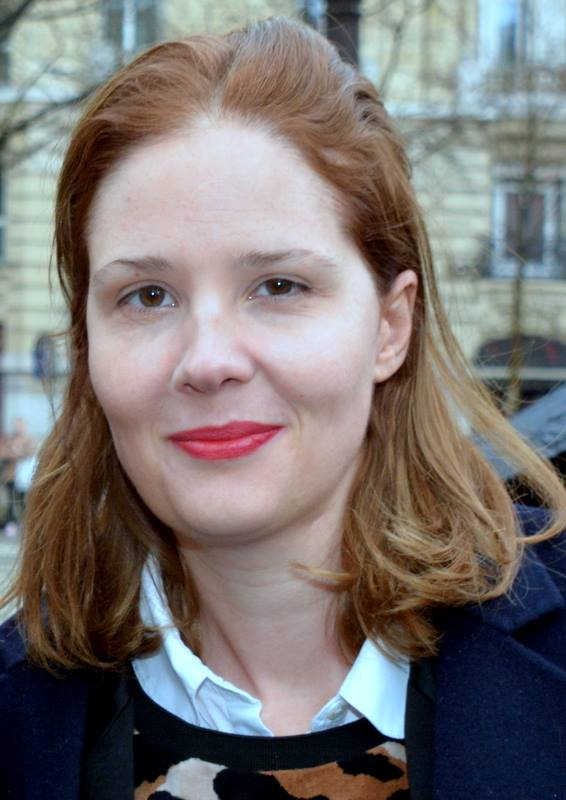
Justine Triet, chủ nhân giải Cành cọ Vàng.

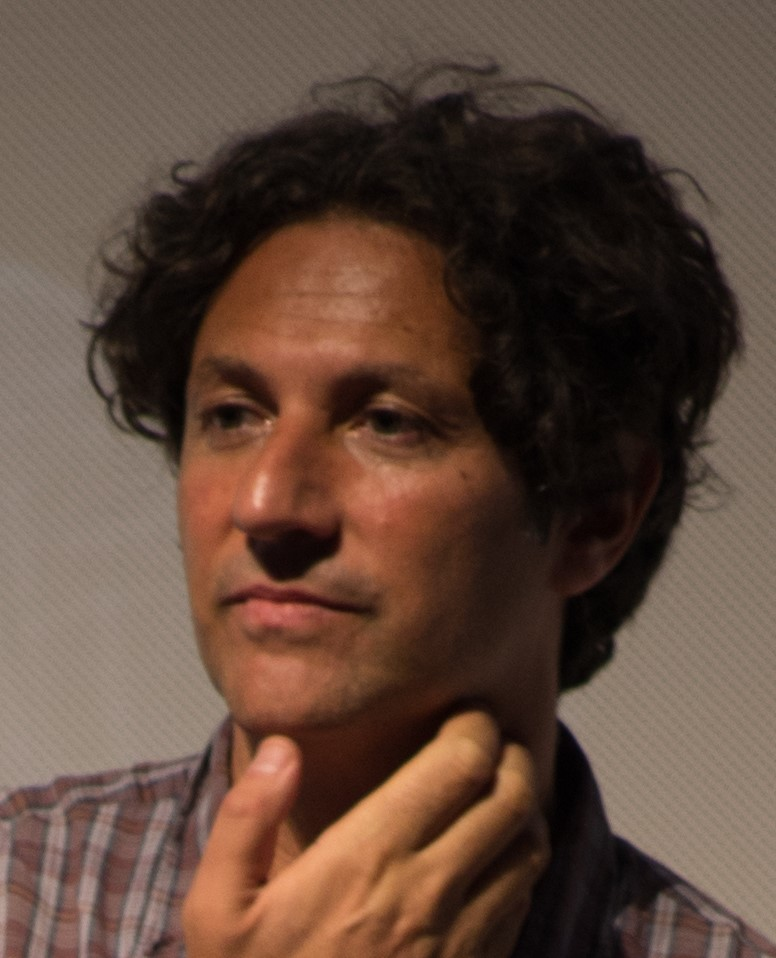
Jonathan Glazer, chủ nhân Giải thưởng lớn

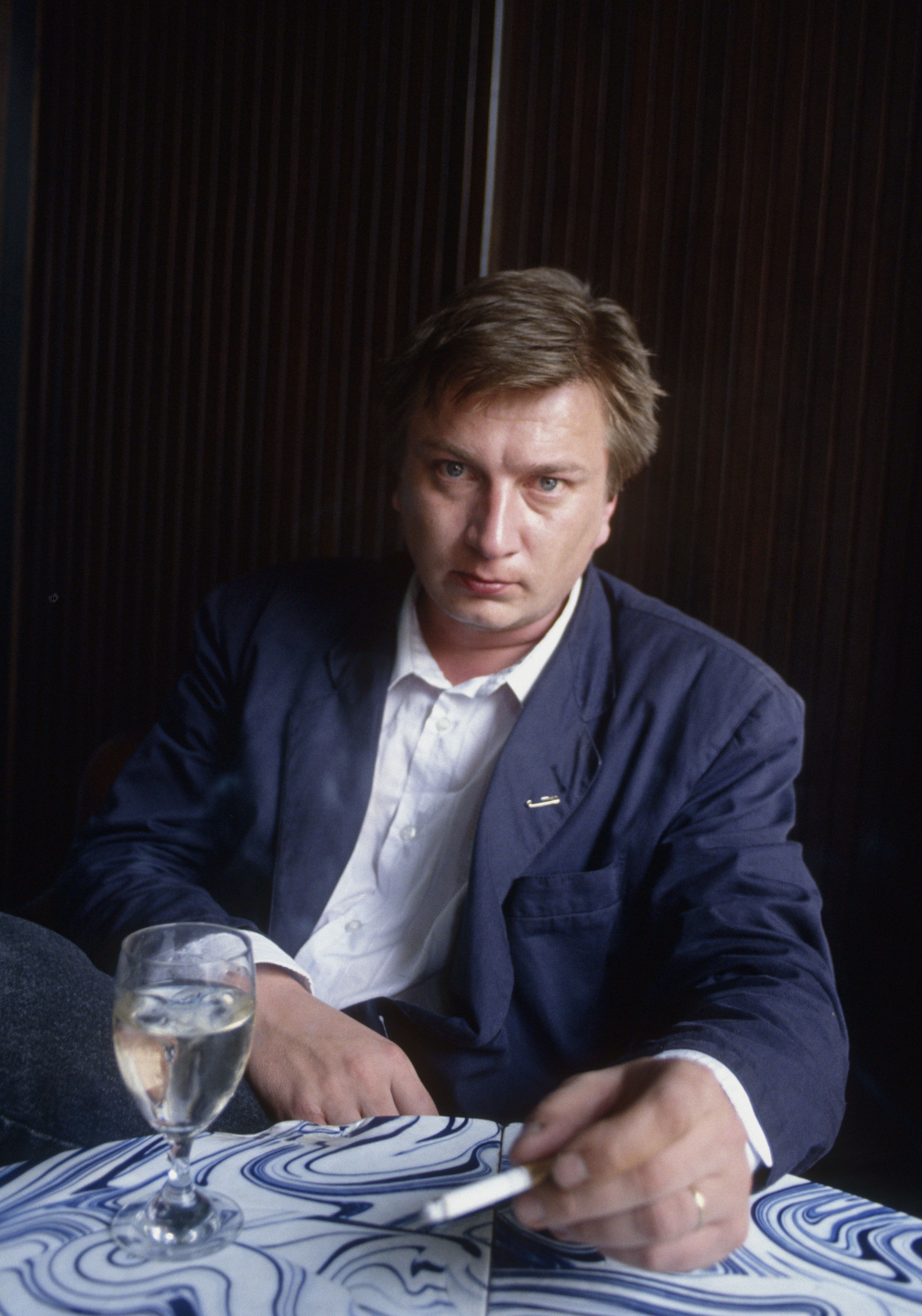
Aki Kaurismäki, chủ nhân Giải ban giám khảo

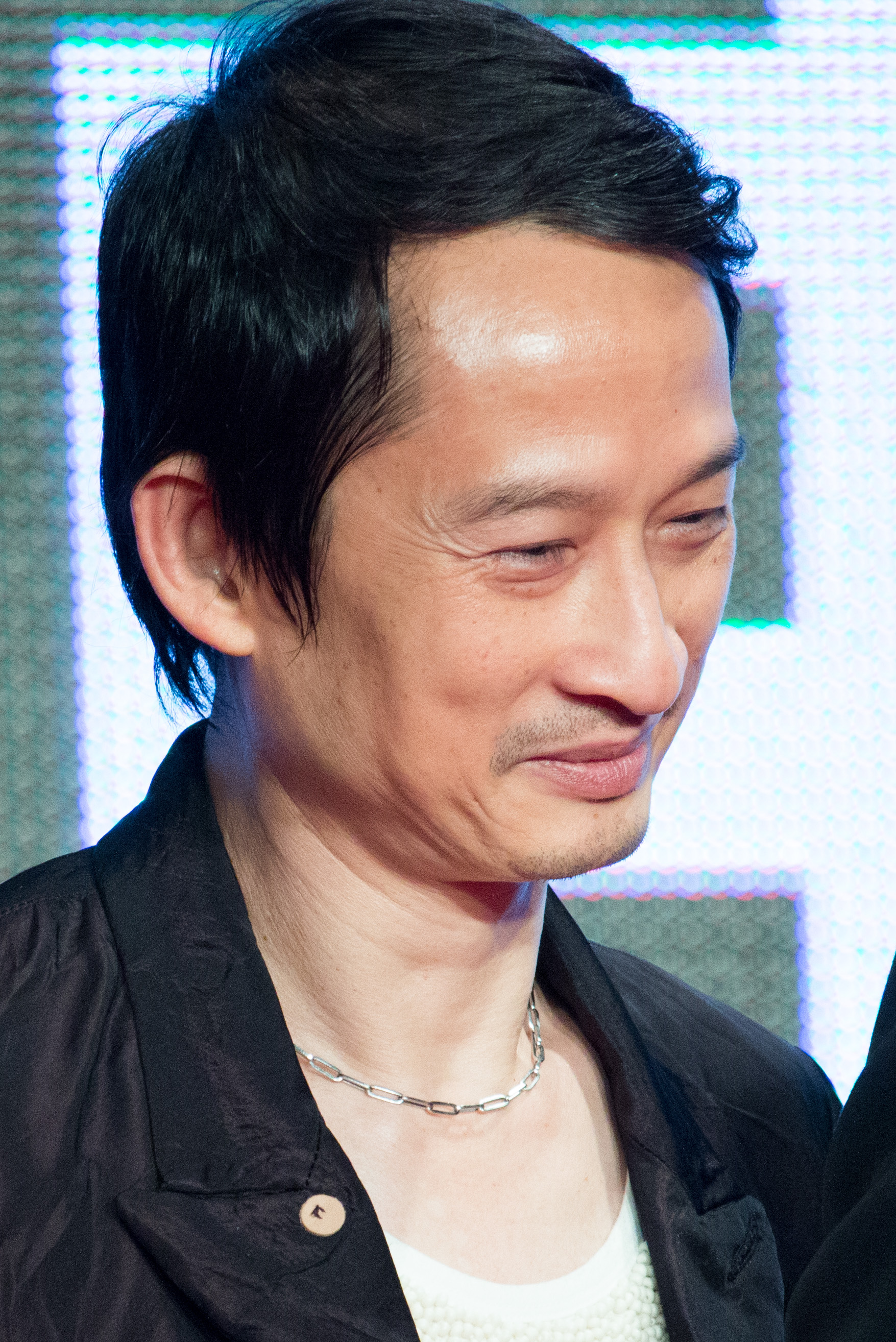
Trần Anh Hùng, chủ nhân giải đạo diễn xuất sắc nhất

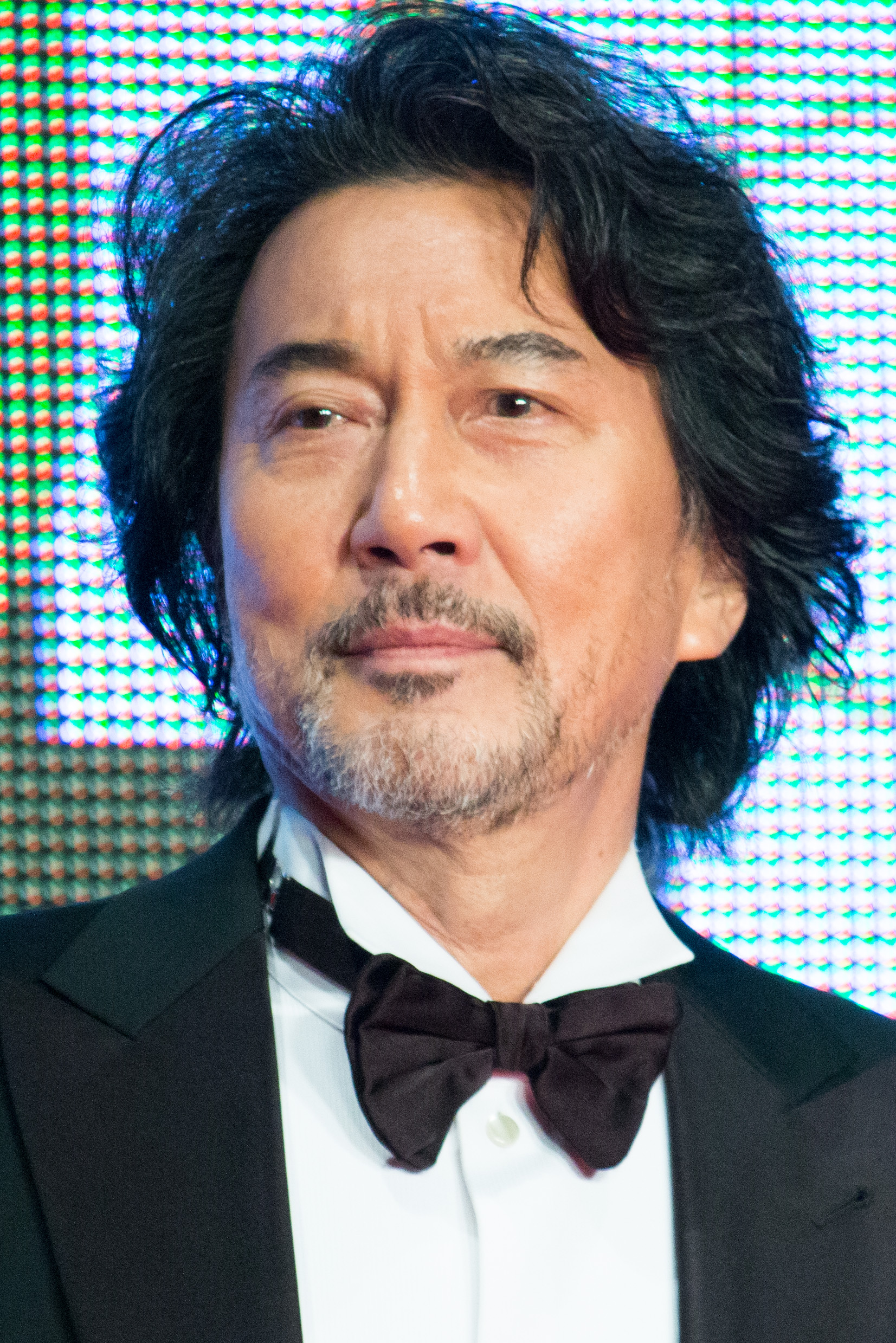
Yakusho Koji, chủ nhân giải nam diễn viên xuất sắc nhất

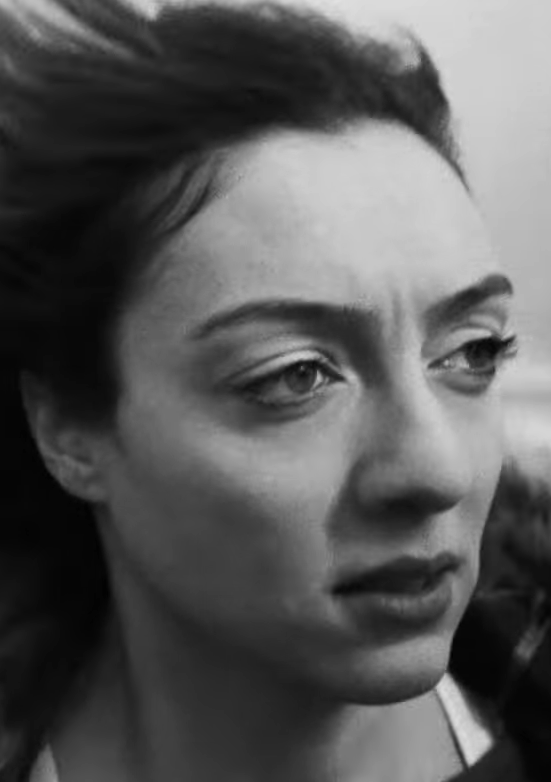
Merve Dizdar, chủ nhân giải nữ diễn viên xuất sắc nhất

### Tranh giải
Những giải thưởng sau đây được dành tặng các bộ phim trình chiếu để tranh giải:
- Cành cọ Vàng: Anatomie d'une chute của Justine Triet
- Giải thưởng Lớn: The Zone of Interest của Jonathan Glazer
- Giải của Ban giám khảo: Kuolleet lehdet của Aki Kaurismäki
- Đạo diễn xuất sắc nhất: Trần Anh Hùng cho phim Muôn vị nhân gian[a]
- Nữ diễn viên xuất sắc nhất: Merve Dizdar cho phim Kuru Otlar Üstüne
- Nam diễn viên xuất sắc nhất: Yakusho Kōji cho phim Perfect Days
- Kịch bản hay nhất: Sakamoto Yuji cho phim Kaibutsu

### Un Certain Regard
- Giải Un Certain Regard: How to Have Sex của Molly Manning Walker[30]
- Giải của ban giám khảo Un Certain Regard: Hounds của Kamal Lazraq
- Giải Un Certain Regard cho đạo diễn xuất sắc nhất: The Mother of All Lies của Asmae El Moudir
- Giải Un Certain Regard Tự do: Goodbye Julia của Mohamed Kordofani
- Giải Un Certain Regard Tập thể: The Buriti Flower cho João Salaviza, Renée Nader Messora, diễn viên và ê-kíp
- Giải Un Certain Regard Tiếng nói mới: Omen của Baloji Tshiani

### Cành cọ Vàng danh dự
- Cành cọ Vàng danh dự: Michael Douglas và Harrison Ford[6]

### Máy quay Vàng
- Máy quay Vàng: Bên trong vỏ kén vàng của Phạm Thiên Ân[3][29][a]

### Cành cọ vàng phim ngắn
- Cành cọ Vàng phim ngắn: 27 của Flóra Anna Buda[3]
- Mention Spéciale: Fár của Gunnur Martinsdóttir Schlüter

### Cinéfondation
- Giải Nhất: Norwegian Offspring của Marlene Emilie Lyngstad[20]
- Giải Nhì: Hole của Hwang Hyein
- Giải Ba: Ayyur (Moon) của Zineb Wakrim

## Giải độc lập

### Giải FIPRESCI
- Tranh giải: The Zone of Interest của Jonathan Glazer[31]
- Un Certain Regard: The Settlers của Felipe Gálvez
- Hạng mục song song (phim điện ảnh đầu tiên): Power Alley của Lillah Halla

### Giải toàn cầu
- Giải ban giám khảo toàn cầu: Perfect Days của Wim Wenders

### Tuần phê bình phim quốc tế
- Giải thưởng Lớn: Tiger Stripes của Amanda Nell Eu
- Giải ban giám khảo French Touch: Il Pleut Dans La Maison của Paloma Sermon-Daï
- Giải Louis Roederer Foundation Ngôi sao Triển vọng: Jovan Ginić cho phim Lost Country
- Giải Leitz Cine Discovery cho phim ngắn: Boléro của Nans Laborde-Jourdàa
- Giải Gan Foundation cho phân phối: Inshallah a Boy của Amjad Al Rasheed
- Giải SACD: Iris Kaltenbäck cho phim The Rapture
- Giải Canal+ cho phim ngắn: Boléro của Nans Laborde-Jourdàa[32]

### Directors' Fortnight
- Giải Europa Cinemas Label cho phim châu Âu xuất sắc nhất: Creatura của Elena Martín Gimeno[33]
- Giải SACD cho phim nói tiếng Pháp xuất sắc nhất: A Prince của Pierre Creton[34]
- Carrosse d'Or: Souleymane Cissé[35]

### L'Œil d'or
- L'Œil d'or:
  - Les Filles d'Olfa của Kaouther Ben Hania[36]
  - The Mother of All Lies của Asmae El Moudir

### Queer Palm
- Giải Queer Palm: Kaibutsu của Hirokazu Kore-eda[37]
- Queer Palm cho phim ngắn: Bolero của Nans Laborde-Jourdàa

### Prix François Chalais
- Giải François Chalais: Les Filles d'Olfa của Kaouther Ben Hania

### Prix de la Citoyenneté
- Giải Công dân: Les Filles d'Olfa của Kaouther Ben Hania

### Palm Dog
- Giải Palm Dog: Messi vai Snoop trong phim Anatomie d'une chute[38][39]
- Giải Lớn của ban giám khảo: Alma trong phim Kuolleet lehdet
- Khoảnh khắc chó: La chimera
- Chó được đánh giá cao: Susie trong phim Vincent Must Die
- Giải Thành tựu trọn đời: Ken Loach
- Giải Palm DogManitarian: Isabella Rossellini

### Trophée Chopard
- Cúp Chopard: Daryl McCormack và Naomi Ackie[40]

## Biểu tình
Tại sân khấu của sự kiện, một người phụ nữ Ukraina đã tổ chức một cuộc biểu tình gần lối vào. Các quan chức an ninh cho rằng cô là một người bình thường và để cô vào. Sau đó, cô ấy lấy ra một ít máu giả và ném nó lên thảm.